# La Gárgola
La Gárgola è il settimo album discografico in studio del gruppo musicale hard rock statunitense Chevelle, pubblicato nel 2014.

## Tracce
1. Ouija Board – 4:04
2. An Island – 5:11
3. Take Out the Gunman – 4:18
4. Jawbreaker – 4:43
5. Hunter Eats Hunter – 5:44
6. One Ocean – 5:45
7. Choking Game – 5:10
8. The Damned – 4:06
9. Under the Knife – 3:52
10. Twinge – 4:39 (Pete Loeffler)

## Formazione
- Pete Loeffler - voce, chitarre
- Sam Loeffler - batteria
- Dean Bernardini - basso, batteria